# اهدم هذا الجدار
"اهدم هذا الجدار"، المعروف أيضًا باسم خطاب حائط برلين، كان خطاب ألقاه رئيس الولايات المتحدة رونالد ريغان في برلين الغربية يوم الجمعة، 12 يونيو 1987. دعا ريغان السكرتير العام للحزب الشيوعي للاتحاد السوفيتي، ميخائيل غورباتشوف، إلى فتح جدار برلين، الذي فصل برلين الغربية والشرقية منذ عام 1961. الاسم مشتق من سطر رئيسي في منتصف الخطاب: “يا سيد غورباتشوف، افتح هذه البوابة، يا سيد غورباتشوف، أهدم هذا الجدار!"
على الرغم من أنها تلقت تغطية إعلامية قليلة نسبيًا في ذلك الوقت، إلا أنها أصبحت معروفة على نطاق واسع في عام 1989 بعد سقوط جدار برلين. هناك جدل حول مدى تأثير الخطاب، إن وجد، على الجدار. هذا التحدي الذي وجهه الرئيس ريغان بمطالبته بهدم جدار برلين أصبح الشكل الذي اتخذه الضغط الدولي المتزايد الذي مورس على موسكو لكي تفي بوعودها بالانفتاح والإصلاح. وقد سقط الجدار، الذي صار رمزا للقمع السوفييتي، بعد عامين من ذلك التاريخ، أي في 9 تشرين الثاني/ نوفمبر 1989. وتكريما للاحتفال بالذكرى الثلاثين لسقوط جدار برلين، قام وزير الخارجية مايكل آر بومبيو بإزاحة الستار عن تمثال لرونالد ريغان في السفارة الأميركية في برلين خلال زيارته إلى ألمانيا هذا الأسبوع.

## خلفية
بعد انتهاء الحرب العالمية الثانية عام 1945، اتفقت دول الحلفاء المنتصرة على تقسيم ألمانيا النازية إلى ثلاث مناطق: أميركية وسوفيتية وبريطانية. انضم جزء رابع مقتطع من المنطقتين الأميركية والبريطانية لاحقا إلى فرنسا. وفي 1949، تكونت دولتان: ألمانيا الغربية (جمهورية ألمانيا الفدرالية) من رحم المناطق التي سيطرت الولايات المتحدة والمملكة المتحدة وفرنسا عليها بعد الحرب، وألمانيا الشرقية (الجمهورية الديموقراطية الألمانية) التي كانت تخضع مناطقها للاتحاد السوفيتي. كما قسمت برلين إداريا بين القوى الأربعة. تم البدء في بناء جدار يفصل شطري مدينة برلين في 1961 لمنع الهجرة من القسم الشرقي الذي عدته عاصمة لها، إلى القسم الغربي المدار من قبل الولايات المتحدة والمملكة المتحدة وفرنسا، والذي كان يعد جزءا من ألمانيا الغربية بحكم الأمر الواقع.
لم يكن خطاب «اهدم هذا الجدار» هو المرة الأولى التي تناول فيها ريغان مسألة جدار برلين. في زيارة إلى برلين الغربية في يونيو 1982، صرح قائلاً: «أود أن أسأل القادة السوفيت سؤالاً واحدًا [. . . ] لماذا الجدار هناك؟». في عام 1986، أي بعد 25 عامًا من بناء الجدار، ردًا على صحيفة بيلد تسايتونج الألمانية الغربية التي سألته عن الموعد الذي اعتقد فيه أنه يمكن إزالة الجدار، قال ريجان: «أناشد المسؤولين عن تفكيكه [اليوم]».
في اليوم السابق لزيارة ريغان عام 1987، تظاهر 50 ألف شخص ضد وجود الرئيس الأمريكي في برلين. خلال الزيارة نفسها، تم إغلاق مساحات واسعة من برلين لمنع المزيد من الاحتجاجات المناهضة لريجان. استُهدفت منطقة كروزبرج، على وجه الخصوص، في هذا الصدد، حيث تم تقييد الحركة تمامًا في هذا الجزء من المدينة تمامًا (على سبيل المثال تم إغلاق خط المترو 1).

## خطاب
وصوله إلى برلين يوم الجمعة 12 يونيو 1987، تم نقل ريغان إلى الرايخستاغ، حيث شاهدوا الجدار من الشرفة. ثم ألقى ريغان خطابه في بوابة براندنبورغ في الساعة 2:00 مساءً، أمام لوحين من الزجاج المضادين للرصاص. وكان من بين المتفرجين رئيس ألمانيا الغربية ريتشارد فون فايسزكر والمستشار هيلموت كول وعمدة برلين الغربية إبرهارد ديغبين.

بعد ظهر ذلك اليوم، قال ريجان: 
"السكرتير العام (ميخائيل) غورباتشوف، إن كنت ترغب في السلام، إن كنت ترغب في رخاء الاتحاد السوفيتي وأوروبا الشرقية، إن كنت ترغب في إرساء قيم الليبرالية، تعال هنا إلى هذا الجدار (جدار برلين). افتح هذه البوابة سيد غورباتشوف. اهدم هذا الجدار، سيد غورباتشوف".
"نرحب بالتغيير والانفتاح، لأننا نؤمن أن الحرية مرتبطة بالأمن، وأن حرية الإنسان تعزز السلام العالمي". "هذا الجدار سيسقط، إذ لا يمكنه الصمود أمام الإيمان. لا يمكنه الصمود أمام الحقيقة. هذا الجدار لا يمكنه الصمود أمام الحرية".
 في وقت لاحق في كلمته، قال الرئيس ريغان، "بينما نظرت قبل لحظات من الرايخستاغ، تجسيدًا للوحدة الألمانية، لاحظت كلماتًا ترسم بشكل فظ على الحائط، ربما بواسطة شاب من برلين،" هذا الجدار سوف يسقط. المعتقدات تصبح حقيقة واقعة. نعم، سوف يسقط هذا الجدار في جميع أنحاء أوروبا. لأنه لا يمكن أن تصمد أمام الإيمان؛ لا يمكن أن تصمد أمام الحقيقة. الجدار لا يمكن أن يصمد أمام الحرية."
من بين النقاط البارزة الأخرى في هذا الخطاب دعوة ريغان لإنهاء سباق التسلح بإشارته إلى أسلحة SS-20 النووية للسوفييت، وإمكانية «ليس فقط الحد من نمو الأسلحة، ولكن لإزالة، للمرة الأولى، كامل الأسلحة النووية من وجه الأرض».

## معرض صور

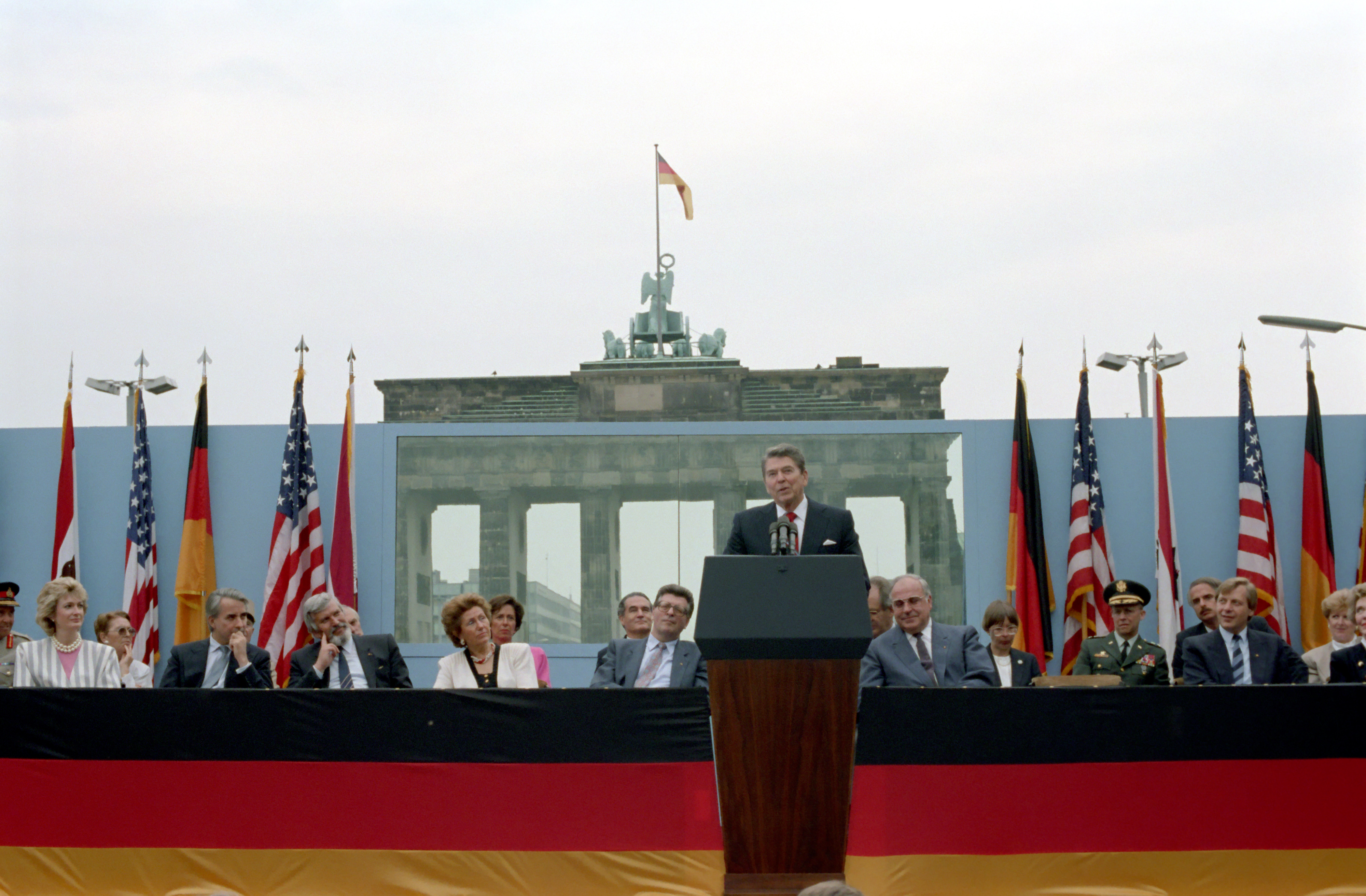
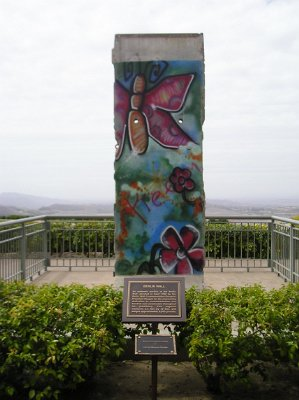
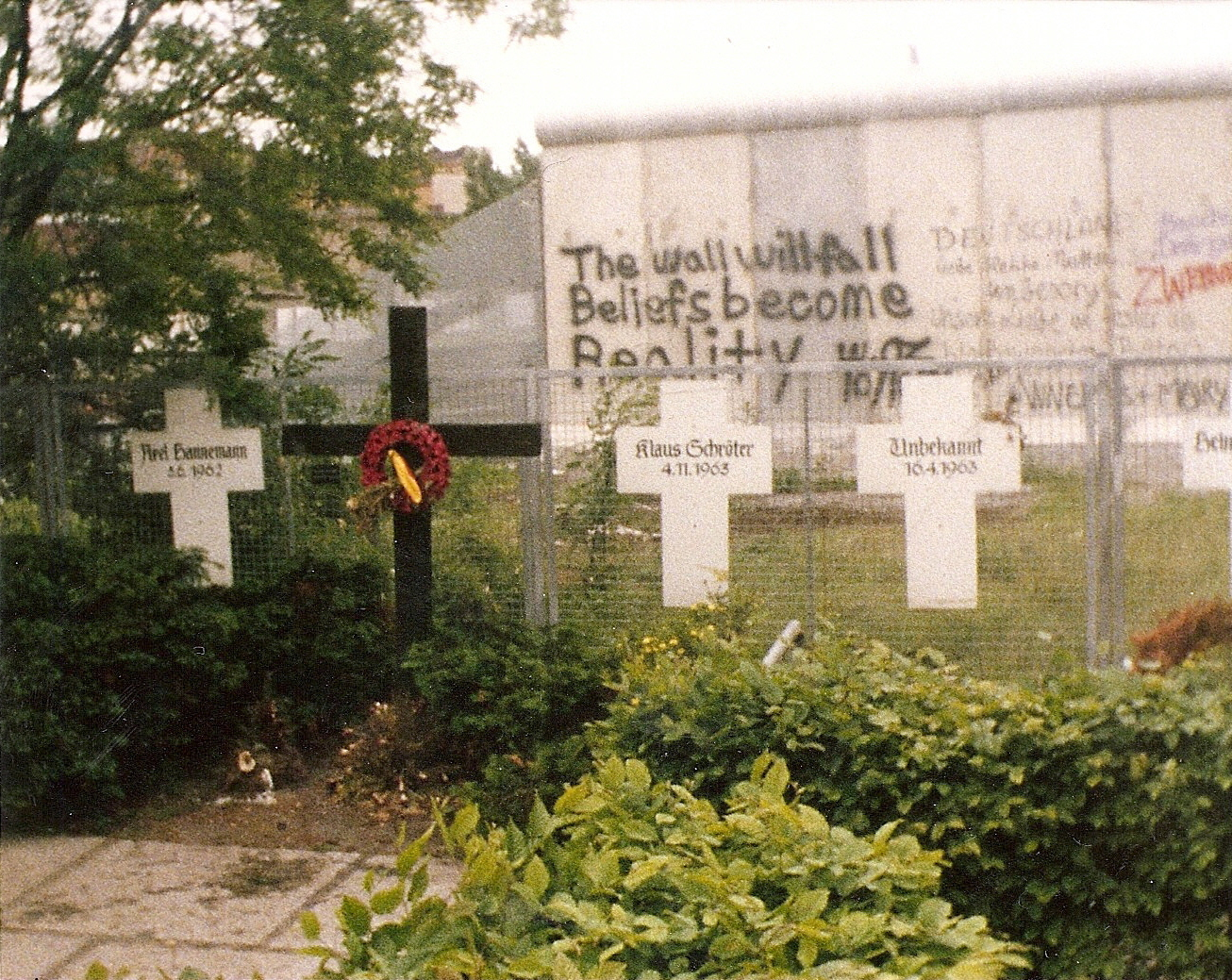